# Delicvescență
Delicvescența este procesul prin care o substanță solidă absoarbe vapori de apă din aer pentru a forma o soluție. Acest proces se desfășoară dacă presiunea de saturație a vaporilor de apă din aer este mai mare decât presiunea de vapori a soluției saturate. La temperatură și presiune date, absorbția vaporilor de apa se continuă până la saturarea soluției. Pentru un anumit solut, delicvescența este determinată de umiditatea relativa (RH) a fazei gazoase. La echilibru, umiditatea relativa este egala cu valoarea caracteristică pentru soluția saturată (RH0). 
Din punctul de vedere al termodinamicii chimice, delicvescența este o transformare de fază de ordinul întâi a unui solid cristalin într-o soluție saturată, care se produce la o umiditate relativă definită (denumită punct de delicvescență, RH0) în condiții de temperatură și presiune constante.  
Pentru RH < RH0, o cantitate limitată de vapori apă interacționează cu materialul cristalin datorită absorbției sau condensării capilare la defecte superficiale ale rețelei cristaline și la punctele de contact între cristale. Acest proces este o manifestare a higroscopicității materialului considerat.  
Amestecurile de substanțe delicvescente sunt mai delicvescente decât fiecare din componentele individuale; altfel spus, un amestec manifestă procesul de delicvescența la o umiditate relativa  (RH0,mix) inferioară în comparație cu fiecare dintre componentele lui. Aceasta se datorează micșorării activitații termodinamice a apei cu creșterea numărului de subsțante dizolvate in soluția saturată, în conformitate cu ecuația Gibbs-Duhem. Daca substantele dizolvate contin un ion comun, efectul de modificare a RH0 prin amestecare este mai redus decât în cazul amestecurilor de saruri fara ion comun.